# Petite robe noire
Ne pas confondre avec le parfum La Petite Robe noire de la maison Guerlain

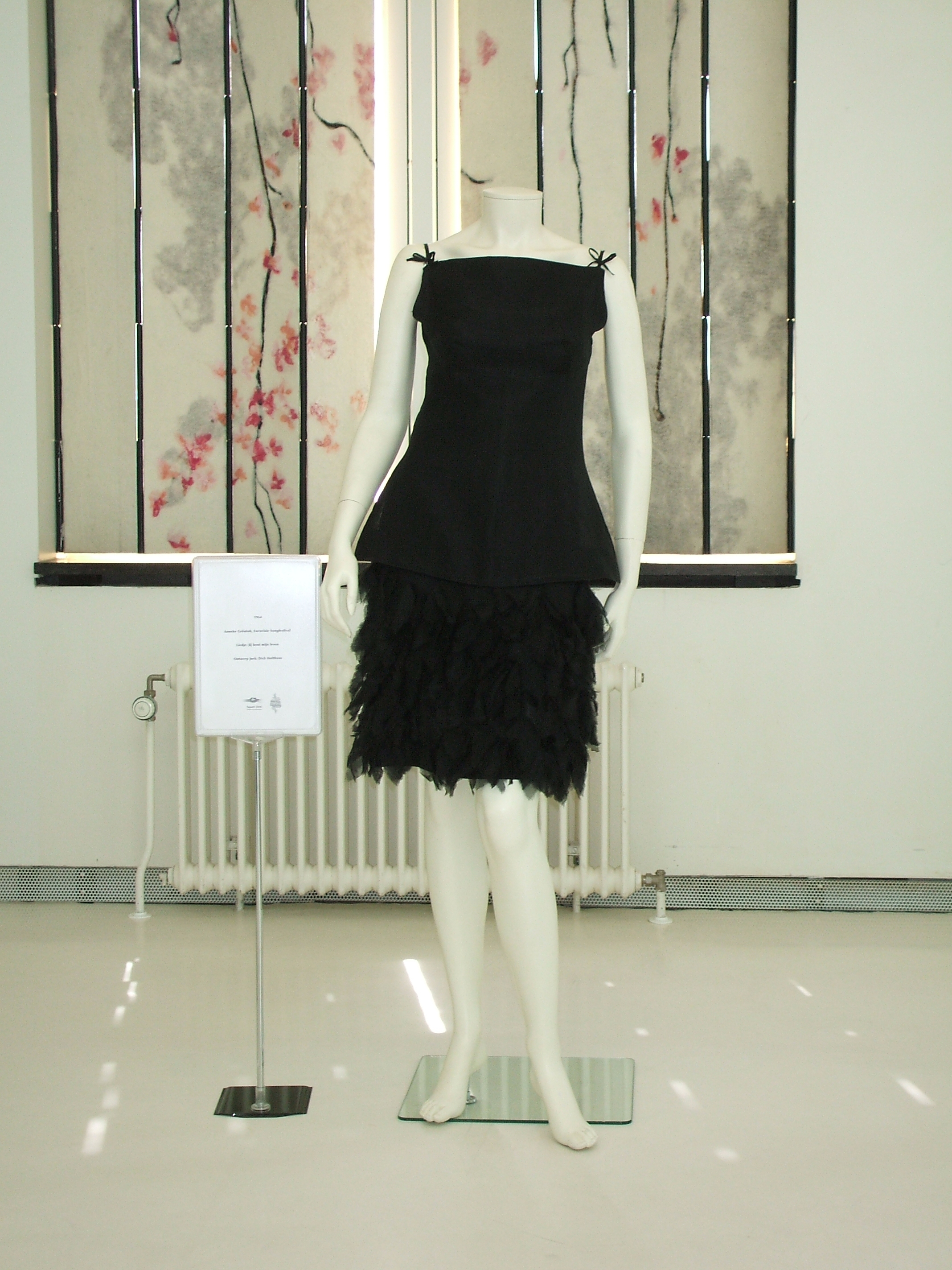
Une petite robe noire (1964).

La petite robe noire est un type de vêtement féminin dont la création est attribuée habituellement à Coco Chanel en 1926. Il se présente sous la forme d'une robe courte et légère dont les lignes sont simples et la couleur sombre. Tenue jugée adéquate pour les soirées mondaines pour lesquelles une autre parure ne peut être trouvée, selon Chanel. Elle est typique de la mode du XXe siècle.

## Historique
« La petite robe noire est un élément essentiel de la garde-robe d’une femme »

— Christian Dior
Au début des années 1920, les femmes portant le deuil après la guerre sont nombreuses, et le noir devient un habit quotidien. Plusieurs créateurs « contribuent à la naissance » de la petite robe noire. Karen Van Godtsenhoven, curatrice du MoMu (nl), précise : « sans rien vouloir enlever à Chanel, il faut dire que la grande couturière n'a pas inventé la petite robe noire. Mademoiselle a été d'un grand génie du marketing : elle s'est approprié un vêtement que beaucoup de femmes avaient déjà adopté à l'époque, et elle l'a transformé en symbole d'élégance et de modernité. » La première petite robe noire de Gabrielle Chanel parait dans le magazine Vogue en octobre 1926. Elle est issue d'une gamme de différents modèles réalisés cette année-là, tous très simples et modernes, sans détails inutiles. La robe a des manches longues et s'arrête au genou. Elle est surnommée par le magazine « la Ford de Chanel » du fait de sa simplicité. Elle fait cependant scandale, tant par sa courte taille que par sa couleur, qui, à l'époque, est réservée aux veuves et aux domestiques. Coco Chanel déteste la palette de couleurs « remise à la mode par Poiret » dit-elle. Elle n'est pourtant pas la seule à l'époque à utiliser le noir, mais la seule à l'imposer avec autant d'importance dans ses tenues de jour ou de soir. À la vision de cette petite robe noire, Paul Poiret dira que Gabrielle Chanel a inventé la « pauvreté du luxe ». 

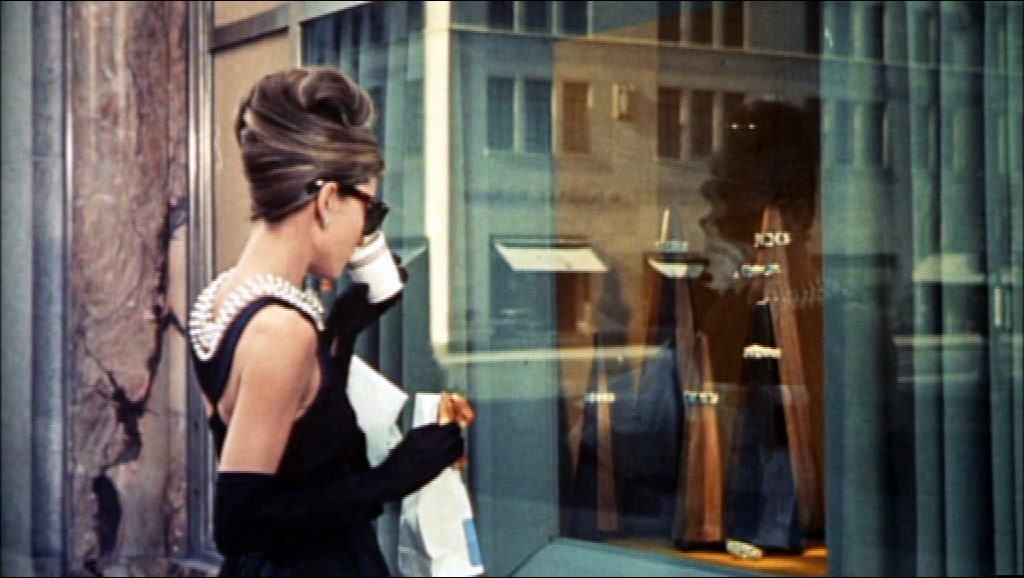
Audrey Hepburn, Diamants sur canapé.

La robe noire, appelée officiellement LBD en anglais,, « Little Black Dress », devient alors un symbole d'élégance et de raffinement. André Leon Talley précise que « dans les années 1940, la petite robe noire, très sobre avec son rang de perles, était l'uniforme des classes bourgeoises. » Beaucoup de couturiers en sont adeptes, dont Givenchy qui habilla Audrey Hepburn pour le film Diamants sur canapé ainsi vêtue, Yves Saint Laurent pour Catherine Deneuve, Azzedine Alaïa dont c'est un élément incontournable de ses créations, Alber Elbaz pour Lanvin, Thierry Mugler quelque temps avant, Karl Lagerfeld qui dit de la petite robe noire que c'est « la base de la base du style » et qu'« On n’est jamais trop ni pas assez habillé avec une petite robe noire. » De façon plus anecdotique, même la marque Petit Bateau s'y essaye, comme plusieurs autres marques de prêt-à-porter.
Olivier Saillard du musée Galliera précise que « Chanel reste un grand phénomène de modernité. Si vous avez l'occasion de voir une de ses petites robes noires des années 1920, vous serez surpris, c'est vraiment un tee-shirt. Elle n'est pas virtuose en coupe, mais pose un principe démocratique, même si cela reste de la couture et n'est pas abordable. »